# 無敵通
無敵通電子股份有限公司，簡稱無敵通（英語：Multitone Electronics plc，總部位於英國漢普郡貝辛斯托克凱普斯霍特市，於1931年由英國商人Alexander Poliakoff創立，曾經經營傳呼機業務，後來已開始式微，現時經營及生產室內無綫電話等產品。
在1993年，被母公司冠軍科技進行收購成功，已在倫敦證券交易所除牌。

## 外部連結
- 無敵通電子股份有限公司 （页面存档备份，存于）